# Samborondón
Samborondón es una ciudad ecuatoriana; cabecera del cantón homónimo, así como la quinta urbe más grande y poblada de la provincia del Guayas. Se localiza al centro sur de la región litoral del Ecuador, en una extensa llanura, en la orilla derecha del río Babahoyo, a una altitud de 9 m s. n. m. y con un clima lluvioso tropical de 25 °C en promedio.
Es llamada la Capital Ecuestre del Ecuador por su tradición caballista y la constante actividad equina. En el censo de 2022, tenía una población de 72.425 habitantes, lo que la convierte en la vigésima primera ciudad más poblada del país. Forma parte del área metropolitana de Guayaquil, pues su actividad económica, social y comercial está fuertemente ligada a Guayaquil, siendo ciudad dormitorio para miles de personas que se trasladan a Guayaquil por vía terrestre. El conglomerado alberga a 3'618.450 habitantes y ocupa la primera posición entre las conurbaciones del Ecuador.
Sus orígenes datan del siglo XVII, pero es a mediados del siglo XX, debido a la producción agrícola a gran escala, cuando presenta un acelerado crecimiento demográfico hasta establecer un poblado urbano, que sería posteriormente uno de los principales núcleos urbanos de la provincia. Es uno de los más importantes centros administrativos, económicos, financieros y comerciales del Guayas. Las actividades principales de la ciudad son el comercio, la ganadería y la agricultura.

## Símbolos

### Escudo
Se creó en el año 1959 y fue aprobado por ordenanza como emblema en 1977. Refleja la riqueza y fertilidad de sus campos. En este emblema, luce la gloriosa historia del pueblo samborondeño con sus hombres y acontecimientos excepcionales, representado con el arco del triunfo, el sol y los laureles de victoria.

### Bandera
La bandera está formada de dos franjas horizontales iguales: la superior es amarillo oro que representa las glorias del cantón, y la inferior color verde esmeralda que significa la exuberante agricultura de sus amplios campos. Una estrella blanca en su parte central entre ambos colores, cuyo significado es la parroquia rural de Tarifa, que en ese entonces era la única parroquia de Samborondón. El autor de este símbolo fue el historiador monseñor Luis Arias Altamirano, en el año 1963.

## Geografía

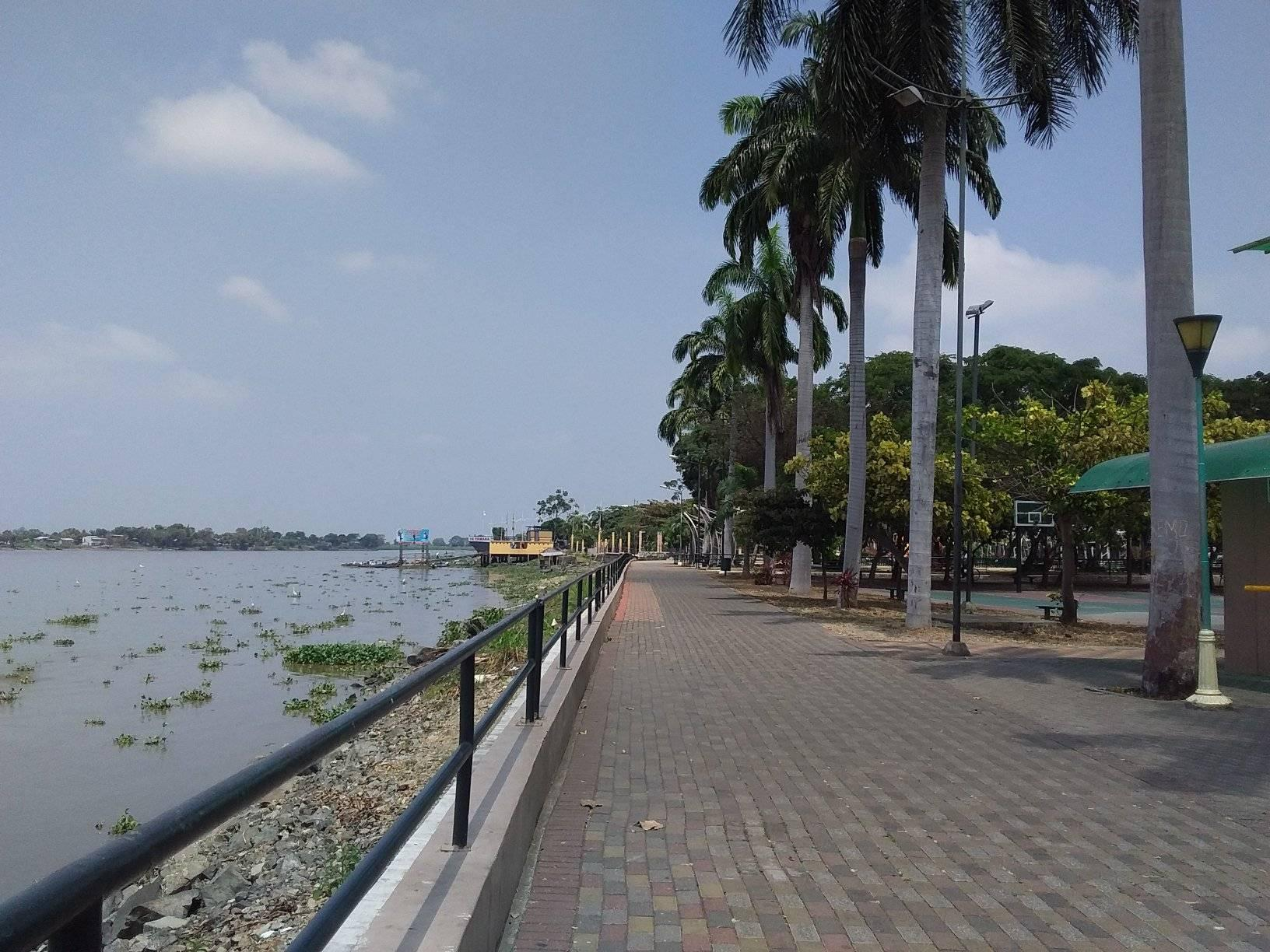
Malecón de Samborondón

### Clima
Su clima posee dos estaciones: una seca y otra lluviosa, las que duran unos seis meses cada una. Su temperatura es templada y oscila entre los 30 y 32 grados en temperatura invernal, y de 22 a 25 grados en época de verano.

## Política
Territorialmente, la ciudad de Samborondón está organizada en dos parroquias urbanas. El término parroquia es usado en el Ecuador para referirse a territorios dentro de la división administrativa municipal.
La ciudad y el cantón Samborondón, al igual que las demás localidades ecuatorianas, se rige por una municipalidad según lo previsto en la Constitución de la república. El Gobierno Autónomo Descentralizado Municipal de Samborondón es una entidad de gobierno seccional que administra el cantón de forma autónoma al gobierno central. La municipalidad está organizada por la separación de poderes de carácter ejecutivo representado por el alcalde, y otro de carácter legislativo conformado por los miembros del concejo cantonal.
La Municipalidad de Samborondón se rige principalmente sobre la base de lo estipulado en los artículos 253 y 264 de la Constitución política de la república, y en la Ley de Régimen Municipal, en sus artículos 1 y 16, que establece la autonomía funcional, económica y administrativa de la entidad.

### Alcaldía

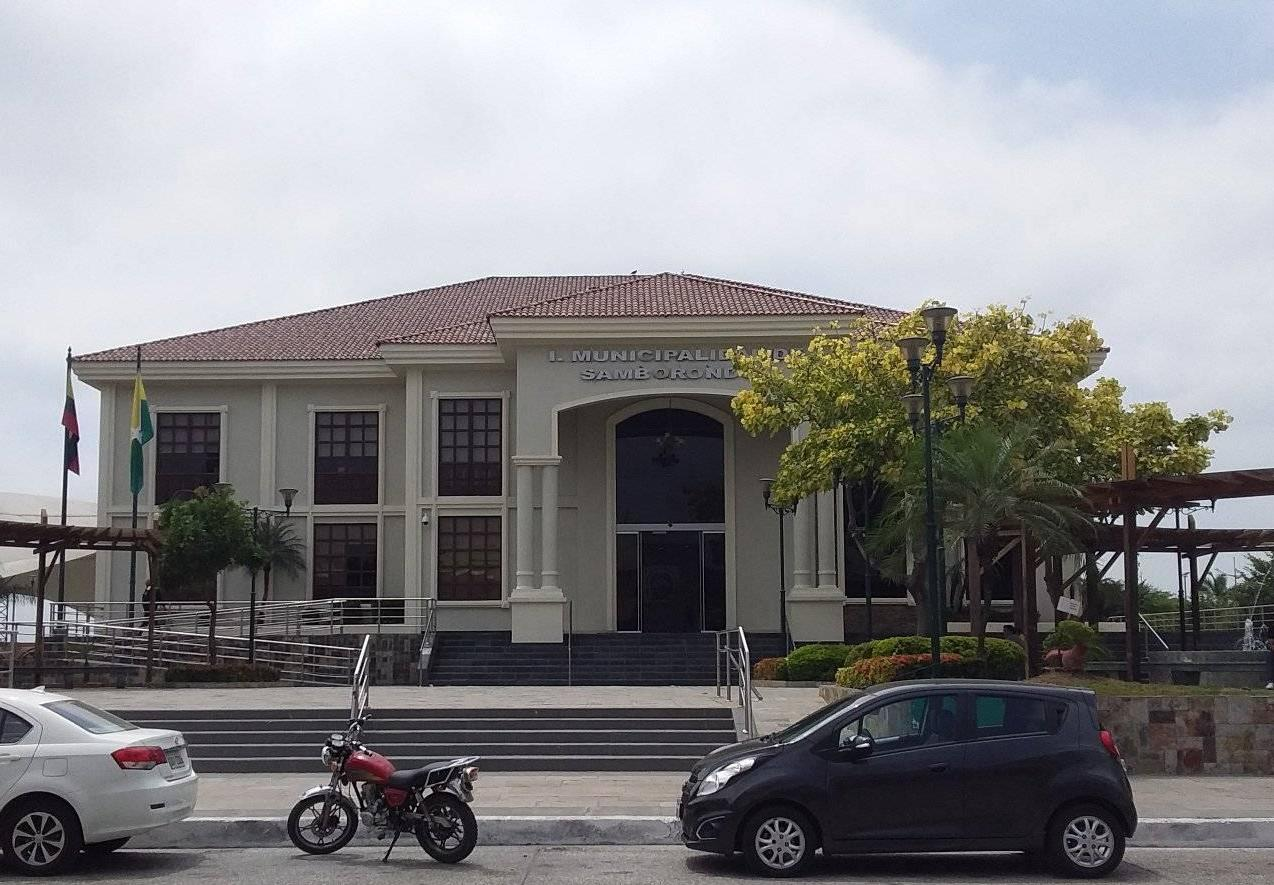
Sede de la Alcaldía de Samborondón

El poder ejecutivo de la ciudad es desempeñado por un ciudadano con título de alcalde del cantón Samborondón, el cual es elegido por sufragio directo en una sola vuelta electoral sin fórmulas o binomios en las elecciones municipales. El vicealcalde no es elegido de la misma manera, ya que una vez instalado el concejo cantonal se elegirá entre los ediles un encargado para aquel cargo. El alcalde y el vicealcalde duran cuatro años en sus funciones, y en el caso del alcalde, tiene la opción de reelección inmediata o sucesiva. El alcalde es el máximo representante de la municipalidad y tiene voto dirimente en el concejo cantonal, mientras que el vicealcalde realiza las funciones del alcalde de modo suplente mientras no pueda ejercer sus funciones el alcalde titular.
El alcalde cuenta con su propio gabinete de administración municipal mediante múltiples direcciones de nivel de asesoría, de apoyo y operativo. Los encargados de aquellas direcciones municipales son designados por el propio alcalde. Actualmente el alcalde de Samborondón es Juan José Yúnez Nowak, reelegido para el periodo 2023-2027.

### Concejo cantonal
El poder legislativo de la ciudad es ejercido por el Concejo Cantonal de Samborondón el cual es un pequeño parlamento unicameral que se constituye al igual que en los demás cantones mediante la disposición del artículo 253 de la Constitución política nacional. De acuerdo a lo establecido en la ley, la cantidad de miembros del concejo representa proporcionalmente a la población del cantón.
Samborondón posee siete concejales, los cuales son elegidos mediante sufragio (sistema D'Hondt) y duran en sus funciones cuatro años pudiendo ser reelegidos indefinidamente. De los nueve ediles, cinco representan a la población urbana, mientras que dos representan a la parroquia rural. El alcalde y el vicealcalde presiden el concejo en sus sesiones. Al recién instalarse el concejo cantonal por primera vez, los miembros eligen de entre ellos un designado para el cargo de vicealcalde de la ciudad.

### División política
El cantón se divide en parroquias que pueden ser urbanas o rurales y son representadas por los Gobiernos parroquiales ante la Alcaldía de Samborondón. La urbe tiene dos parroquias urbanas y una rural:
- Samborondón
- La Puntilla (parroquia satélite)
- Tarifa

## Economía
El poder económico se basa en la agricultura y ganadería. Sus habitantes en un alto porcentaje viven de la siembra y cosecha de gramíneas, siendo el recurso más importante el arroz. Otra de las actividades productivas, gracias a los ríos, es la pesca de agua dulce. Así tenemos la preferida corvina, dicas, bagre, bocachico, además de gran cantidad de camarones.